# Frank Baranowski (Autor)
Frank Baranowski (* 10. Dezember 1971 in Northeim) ist ein deutscher Rechtsanwalt und Verfasser  von Studien zu zeit- und regionalhistorischen Themen.

## Leben
Baranowski besuchte die Realschule in Duderstadt und ab 1988 die Berufsbildende Schule II in Göttingen, wo er am Fachgymnasium Technik sein Abitur ablegte. 1991 nahm er sein Jura-Studium an der Georg-August-Universität in Göttingen auf. 1996 schloss Baranowski sein Studium in Göttingen ab.

## Anwalt
1996 begann Baranowski sein Referendariat am Landgericht Siegen und verbrachte seine Anwaltsstation in der Siegener Anwaltskanzlei Schulte, Schulte-Hillen & Felderhoff, die bekannt ist für die Regulierung von Conterganfällen und Aids-Bluterprozessen. Nach Abschluss seines Referendariats trat Baranowski 1999 zunächst als angestellter Anwalt in die Kanzlei ein.
Im April 2001 wurde Baranowski Fachanwalt für Familienrecht und 2006 Partner der Kanzlei. Seit 2013 führt er die Kanzlei unter eigenem Namen fort und wurde im selben Jahr zusätzlich Fachanwalt für Miet- und Wohnungseigentumsrecht. Seit 2005 ist Baranowski hauptsächlich im Familien- und Scheidungsrecht tätig. Er ist u. a. aktives Mitglied des Familiengerichtstags sowie der Bundesvereinigung der Fachjournalisten.

## Autor
1989 gewann Baranowski mit einer Klassenarbeit den Schülerwettbewerb der Robert-Bosch-Stiftung mit seiner Arbeit über die Polte-Werke, einen Rüstungsbetrieb in Duderstadt. Im gleichen Jahr belegte er den fünften Platz des Schülerwettbewerbs für Deutsche Geschichte. 1993 folgte die erste Monographie zu diesem Thema. Über die Jahre weitete Baranowski seine Forschung aus und publizierte zahlreiche Artikel in Fachzeitschriften und weitere Fachliteratur.

## Publikationen (Auswahl)
- Heeresmunitionsanstalten in stillgelegten Kaliwerken im Südharz- und Werragebiet: Aufrüstung und Kriegsvorbereitung im Verborgenen. Verlag Rockstuhl, Bad Langensalza/Thüringen 2018, ISBN 978-3-95966-282-6.
- Rüstungsproduktion in Deutschlands Mitte von 1923 bis 1945. Südniedersachsen mit Braunschweiger Land sowie Nordthüringen einschließlich des Südharzes – vergleichende Betrachtung des zeitlich versetzten Aufbaus zweier Rüstungszentren.  Verlag Rockstuhl, Bad Langensalza/Thüringen 2013, ISBN 978-3-86777-530-4.
- Die verdrängte Vergangenheit. Rüstungsproduktion und Zwangsarbeit in Nordthüringen, Mecke Verlag, Duderstadt 2000, ISBN 978-3-932752-67-4.
- Rüstungsprojekte in der Region Nordhausen, Worbis und Heiligenstadt während der NS-Zeit, Mecke Verlag, Duderstadt 1998, ISBN 978-3-932752-13-1.
- Geheime Rüstungsprojekte in Südniedersachsen und Thüringen während der NS-Zeit, Mecke Verlag, Duderstadt 1995, ISBN 978-3-923453-69-6.
- Der Duderstädter Rüstungsbetrieb Polte von 1938 bis 1945, Cuvillier, Göttingen 1993, ISBN 978-3-928815-63-5.